# Koz kalesi
Koz kalesi, eller Kürşat kalesi, är en fästning i distriktet Altınözü i provinsen Hatay i Turkiet. Fästningen är uppförd på en liten kulle där bäcken Kuseyr har sin källa. Koz kalesi konstruerades i kvadersten av Furstendömet Antiokia. Fästningen hade en port i norr och den östra sidan av fästningen har rivits. Några bastioner står kvar än i dag.